# Eugène Orsatelli
Eugène François Orsatelli, dit Eugène Orsatelli, né le 21 janvier 1768 à Cassano (République corse) et mort le 12 mai 1811 à Tarragone (Espagne), est un colonel français de la Révolution et de l’Empire.

## Biographie
Né en Corse, il entre en service le 17 mars 1787, dans le régiment Royal-Corse du roi Louis XVI à l'âge de 18 ans. Il est licencié en 1793. Il s'engage dans l'armée révolutionnaire et obtient le rang de capitaine. 
Arrivé en Italie, il prend le commandement de la 6e légion cisalpine (1797), puis de la 1re demi-brigade légère cisalpine (1799), à la tête desquelles il se distingue dans la défense de Mantoue. 
En 1806, il commande le 6e régiment de ligne italien au sein de la division italienne commandée par Domenico Pino. Il est envoyé en Espagne où il se distingue par la conquête de Roses et celle de Gérone. Il est promu général de brigade au service de l’Italie le 16 décembre 1808, et il est fait chevalier de la Légion d’honneur le même jour.
En 1810, il est promu général, mais l'année suivante, il meurt à Pla d'Urgell, en Catalogne, le 12 mai 1811, des suites de sa blessure reçue le 5 mai au siège de Tarragone.

## Sources
- « Cote LH/913/34 », base Léonore, ministère français de la Culture
- (it) Alberto Baldini, « ORSATELLI, Eugenio », Enciclopedia Italiana, 1935.